# Sergio Higuita
Sergio Andrés Higuita García (ur. 1 sierpnia 1997 w Medellín) – kolumbijski kolarz szosowy. Olimpijczyk (2020).

## Osiągnięcia
Opracowano na podstawie:

2017
- 1. miejsce w klasyfikacji górskiej Vuelta a Asturias

2018
- 1. miejsce w klasyfikacji górskiej Tour of China I

2019
- 1. miejsce w klasyfikacji młodzieżowej Volta a la Comunitat Valenciana
- 1. miejsce na 4. etapie Volta ao Alentejo
- 3. miejsce w Grand Prix Miguel Indurain
- 2. miejsce w Tour of California
- 1. miejsce na 18. etapie Vuelta a España
- 3. miejsce w Giro dell’Emilia

2020
- 1. miejsce w mistrzostwach Kolumbii (start wspólny)
- 1. miejsce w Tour Colombia
  - 1. miejsce w klasyfikacji młodzieżowej
  - 1. miejsce na 1. (jazda drużynowa na czas) i 4. etapie
- 3. miejsce w Paryż-Nicea
  - 1. miejsce w klasyfikacji młodzieżowej

2022
- 1. miejsce w mistrzostwach Kolumbii (start wspólny)
- 1. miejsce na 5. etapie Volta ao Algarve
- 1. miejsce w Volta Ciclista a Catalunya
  - 1. miejsce w klasyfikacji górskiej
  - 1. miejsce w klasyfikacji młodzieżowej
- 1. miejsce na 4. etapie Tour de Romandie
- 2. miejsce w Tour de Suisse
  - 1. miejsce w klasyfikacji młodzieżowej
- 1. miejsce na 3. etapie Tour de Pologne
- 2. miejsce w Tre Valli Varesine

2023
- 3. miejsce w Vuelta a San Juan
- 2. miejsce w Grand Prix Miguel Indurain
- 1. miejsce na 5. etapie Vuelta al País Vasco

## Rankingi
| Rok              | 2016  | 2017  | 2018  | 2019 | 2020 | 2021 | 2022 | 2023 | 2024 |
| ---------------- | ----- | ----- | ----- | ---- | ---- | ---- | ---- | ---- | ---- |
| World Ranking    | 1564. | 1291. | 1032. | 35.  | 63.  | 157. | 12.  | 158. | 213. |
| UCI Europe Tour  | 1050. | 840.  | 689.  |      |      |      |      |      |      |
| UCI Asia Tour    | -     | -     | 567.  |      |      |      |      |      |      |
| UCI America Tour | -     | -     | -     | 6.   | 6.   | 12.  | 1.   | 15.  | 25.  |
|                  |       |       |       |      |      |      |      |      |      |
| Źródło: UCI      |       |       |       |      |      |      |      |      |      |